# Hoofdklasse schaken 1971/72
In het Hoofdklasse-seizoen 1971/72 werd gestreden door 10 teams van schaakverenigingen om het clubkampioenschap van Nederland. Schaakclub Watergraafsmeer werd voor de tweede keer in zijn historie landskampioen.
In de voorlaatste ronde van de competitie werd het kampioenschap voor de Amsterdammers veiliggesteld na een overwinning op Schaakvereniging Rotterdam.

## Uitslagen

### Ronde 1[2]
Philidor Leeuwarden - Moerwijk 3 - 7
Watergraafsmeer - Philidor Leiden 3-6 (voorl.)
Utrecht - BSG 4-6
Eindhoven - Rotterdam 4½ - 2½ (voorl.)
VAS/ASC - DD 3-6

## Eindstand[3]
| #   | Team                | MP | BP  | 1  | 2  | 3  | 4  | 5  | 6  | 7  | 8  | 9  | 10 |
| --- | ------------------- | -- | --- | -- | -- | -- | -- | -- | -- | -- | -- | -- | -- |
| 1.  | Watergraafsmeer     | 14 | 53  | -- |    |    |    | 5½ |    |    |    |    |    |
| 2.  | Philidor Leiden     | 12 | 50  |    | -- |    |    |    |    |    |    |    | 6  |
| 3.  | Eindhoven           | 12 | 46½ |    |    | -- |    |    |    | 6½ |    |    |    |
| 4.  | Moerwijk            | 11 | 47½ |    |    |    | -- |    |    |    |    |    | 7  |
| 5.  | Rotterdam           | 9  | 46  | 4½ |    |    |    | -- |    |    |    | 7  |    |
| 6.  | BSG                 | 9  | 44½ |    |    |    |    |    | -- |    |    | 6  |    |
| 7.  | DD                  | 8  | 38½ |    |    | 3½ |    |    |    | -- |    |    |    |
| 8.  | VAS/ASC             | 7  | 43½ |    |    |    |    |    |    |    | -- |    |    |
| 9.  | Utrecht             | 4  | 41½ |    |    |    |    | 3  | 4  |    |    | -- |    |
| 10. | Philidor Leeuwarden | 4  | 38½ |    | 4  |    | 3  |    |    |    |    |    | -- |

Eerste klasse

1920/21 · 1921/22 · 1922/23 · 1923/24 · 1924/25 · 1925/26 · 1926/27 · 1927/28 · 1928/29 · 1929/30 · 1930/31 · 1931/32 · 1932/33 · 1933/34 · 1934/35 · 1935/36 · 1936/37 · 1937/38 · 1938/39 · 1939/40 · 1940/41 · 1941/42
Hoofdklasse

1942/43 · 1943/44 · 1944/45 · 1945/46 · 1946/47 · 1947/48 · 
1948/49 · 1949/50 · 1950/51 · 1951/52 · 1952/53 · 1953/54 · 1954/55 · 1955/56 · 1956/57 · 1957/58 · 1958/59 · 1959/60 · 1960/61 · 1961/62 · 1962/63 · 1963/64 · 1964/65 · 1965/66 · 1966/67 · 1967/68 · 1968/69 · 1969/70 · 1970/71 · 1971/72 · 1972/73 · 1973/74 · 1974/75 · 1975/76 · 1976/77 · 1977/78 · 1978/79 · 1979/80 · 1980/81 · 1981/82 · 1982/83 · 1983/84 · 1984/85 · 1985/86 · 1986/87 · 1987/88 · 1988/89 · 1990/91 · 1991/92 · 1992/93 · 1993/94 · 1994/95 · 1995/96
Meesterklasse

1996/97 · 1997/98 · 1998/99 · 1999/00 · 2000/01 · 2001/02 · 2002/03 · 2003/04 · 2004/05 · 2005/06 · 2006/07 · 2007/08 · 2008/09 · 2009/10 · 2010/11 · 2011/12 · 2012/13 · 2013/14 · 2014/15 · 2015/16 · 2016/17 · 2017/18· 2018/19 · 2019/20 · 2020/21 · 2021/22 · 2022/23 · 2023/24 · 2024/25